# Bastione San Remy
Il bastione San Remy è un monumentale baluardo facente parte della fortificazione alla moderna a protezione del Castello di Cagliari, città murata italiana.
Situtato tra via Mario De Candia e piazza Costituzione al confine con il quartiere di Villanova, è intitolato a Filippo Guglielmo Pallavicino delle Frabose, barone di Saint-Rhémy-en-Bosses, primo viceré sabaudo del Regno di Sardegna. È considerato uno dei simboli di Cagliari.

## Storia
Sorge in sede delle fortificazioni spagnole cinquecentesche a protezione del lato sud della città fortificata, appartenenti al regio demanio fino all'abolizione delle piazzeforti avvenuta nel 1866: i bastioni di Santa Caterina, dello Sperone e della Zecca. Il terrapieno ai piedi dei baluardi era conosciuto in sardo come muntonàrgiu, "mondezzaio", poiché veniva utilizzato come discarica.

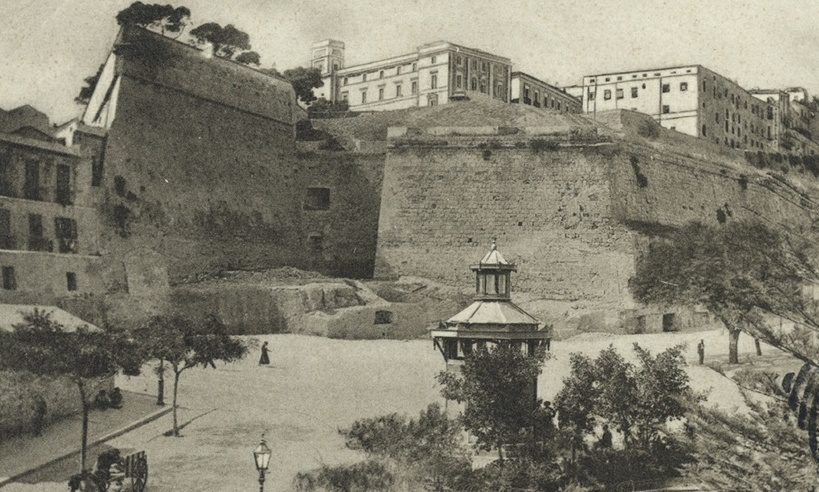
I bastioni della Zecca, dello Sperone e di Santa Caterina

### Bastione di Santa Caterina
In precedenza chiamato baluarte de la Ciudad o del Trabuc, o ancora terraple de la Fontana bona in lingua spagnola medievale, fu costruito tra il 1530 e il 1532 durante la dominazione aragonese, rivolto in direzione sud-est verso l'odierna piazza della Costituzione. Nel corso del tempo è stato soggetto a dei cedimenti strutturali a causa della presenza di una sorgente detta appunto Fontana bona.
Oggi dalla terrazza Umberto I si accede, attraverso una breve gradinata, al bastione di Santa Caterina, già presente nell'assetto difensivo cinquecentesco ma uniformato nel XIX secolo al resto dei terrazzamenti. Prese il suo nome attuale da un adiacente convento non più esistente risalente al XVII secolo.
Nell'area del bastione insistono resti archeologici di epoca romana e medievale, con finalità cultuali, cimiteriali e militari.

### Bastione dello Sperone

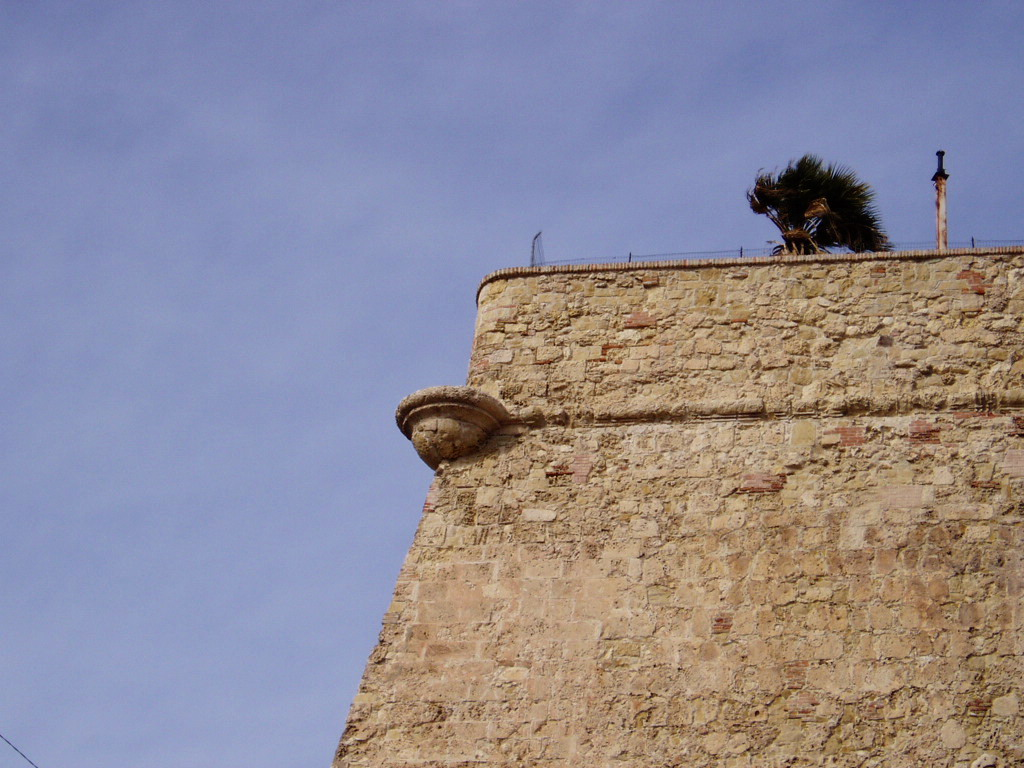
Parte superstite del bastione dello Sperone

Anticamente noto come baluarte de la Leona, de la porta de la Leona o de la porta de la Ciutat y Castel, i lavori per la sua realizzazione furono avviati all'inizio del XVI secolo su ordine del viceré di Sardegna Juan Dusay.
Controverso a causa della sua scarsa protezione, furono presentate in due occasioni delle proposte per incrementare la sua efficacia estendendo la fortificazione dal lato di Villanova verso l'attuale viale Regina Margherita. Nel 1549 fu pertanto dotato di un parapetto e venne armato di cannoni. L'intervento tuttavia si rivelò inadeguato a causa delle sue dimensioni insufficienti, il genio militare si occupò pertanto della sistemazione dei bastioni e della fondazione di una galleria che collegasse la contrada del Balice (via Università) con l'allora in costruzione bastione della Zecca, passando sotto quello di Santa Caterina, dal 1573 al 1578.

### Bastione della Zecca
Un tempo baluarte de Porta Villanueva o anche de los Caldereros, nel XVII secolo fu sede della zecca che ne determinò poi l'attuale denominazione. Era dotato di una casamatta con annessa cannoniera.

### Costruzione e restauri
Fu costruito, come ricordato dalla targa presente sul medesimo, tra il 1899 e il 1903 a opera dell'impresa Giuseppe Picchi e su progetto di Giuseppe Costa già pronto dal 1876, ispirato da Gaetano Cima e commissionato dalla giunta comunale guidata da Ottone Bacaredda. I costi per la sua realizzazione ammontarono a quasi 400 milioni di L.. Fu criticato da Dionigi Scano a causa dell'abbattimento delle mura.
Immediatamente dopo la sua costruzione l'amministrazione comunale indì un bando per dotarlo di una fontana, rifiutando però tutti i progetti presentati. Ne fu installata una soltanto il 1º ottobre 1927, raffigurante un'aquila romana nel rispetto della simbologia fascista. La stessa però si danneggiò subito a causa della pressione dell'acqua, allagando piazza Costituzione. Venne infatti rimossa il giorno successivo, e sostituita con un banano tutt'oggi presente.

Il bastione bombardato nel 1943

Vittima dei bombardamenti di Cagliari del 1943, il 17 febbraio dello stesso anno fu colpito da tre bombe sganciate dai Boeing B-17 Flying Fortress che ne distrussero l'arco e parte della scalinata. Fu adoperato come rifugio agli sfollati le cui case vennero distrutte dalle bombe. Fu ricostruito nel dopoguerra, i lavori iniziarono nel 1955 e nuovamente inaugurato nel 1958. La terrazza è stata poi sottoposta ad un restauro iniziato nell'ottobre 2003 e concluso ad aprile 2017.

## Descrizione
L'edificio è alto 24 m con una facciata larga 40 m, ed è realizzato in pietraforte estratta dalle cave del colle di Bonaria. È composto da due scale da 170 gradini sormontate da un arco trionfale, sulla sommità si trova un'ampia terrazza. Realizzato in stile neoclassico, con colonne dell'ordine corinzio, nella parte inferiore centrale presenta una nicchia del diametro di 6 m dove nel 1927 ha trovato sede la fontana.
La galleria e la terrazza sono intitolate a Umberto I di Savoia.

### Galleria Umberto I

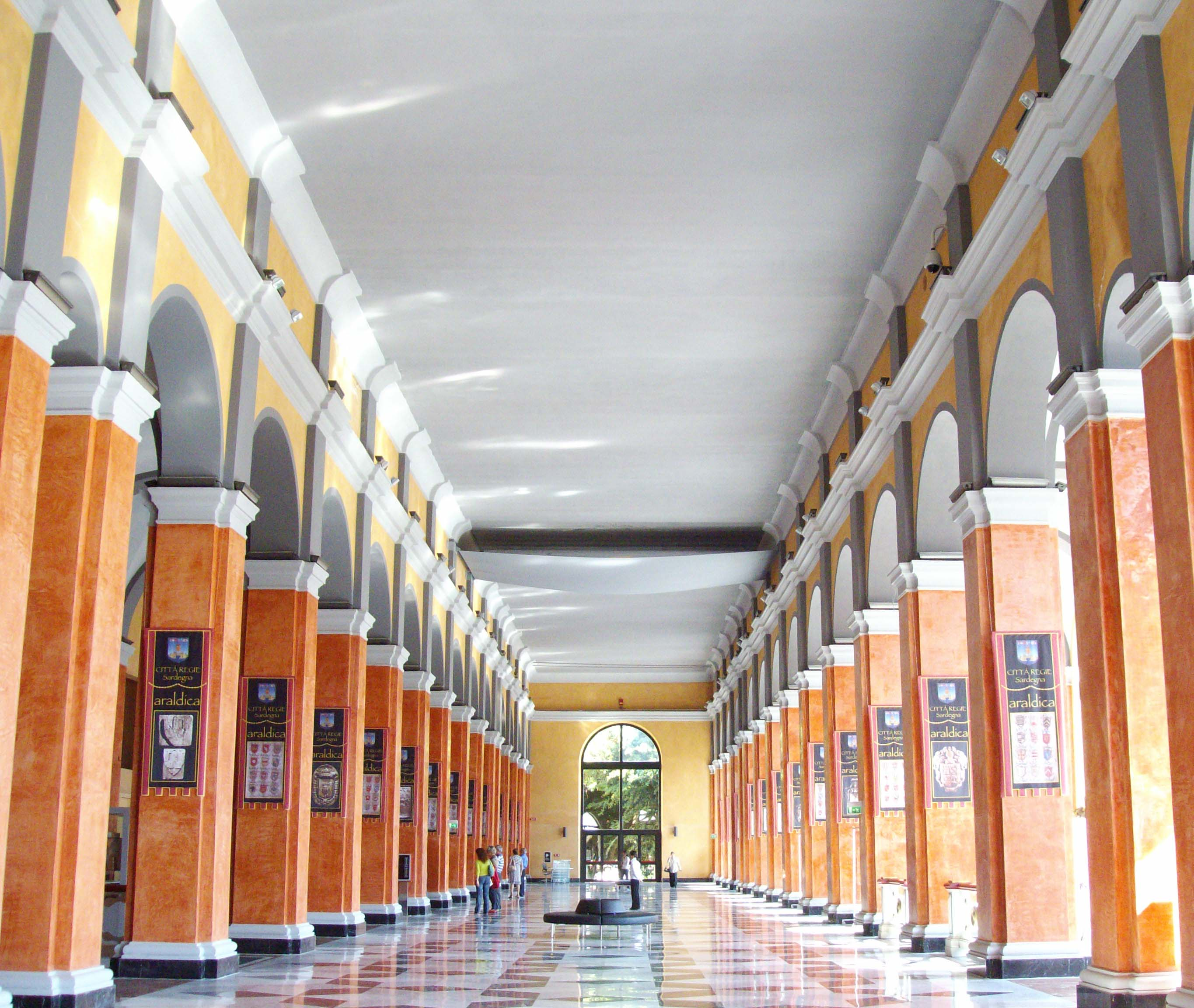
La galleria

Nota anche come passeggiata coperta, è scavata nella struttura del bastione della Zecca ed costituita da tre navate ed è dotata di undici finestre, dispone di un solaio piano. La passeggiata coperta è stata variamente utilizzata. All'inizio fu utilizzata come sala dei banchetti, poi durante la prima guerra mondiale si utilizzò come infermeria. Negli anni trenta, nel periodo delle sanzioni, venne allestita la mostra dell'autarchia. Nel secondo dopoguerra fu sede del Ministero del tesoro, e nel 1948 ospitò la prima Fiera campionaria della Sardegna. Dopo molti anni di abbandono, la passeggiata subì un restauro nel 2004 ed è stata rivalutata come spazio culturale riservato in particolare a mostre artistiche. 
Dalla galleria Umberto I è ancora possibile accedere alla galleria dello Sperone, dove sono presenti parte delle strutture murarie cinquecentesche realizzate da Rocco Cappellino. 

### Terrazza Umberto I

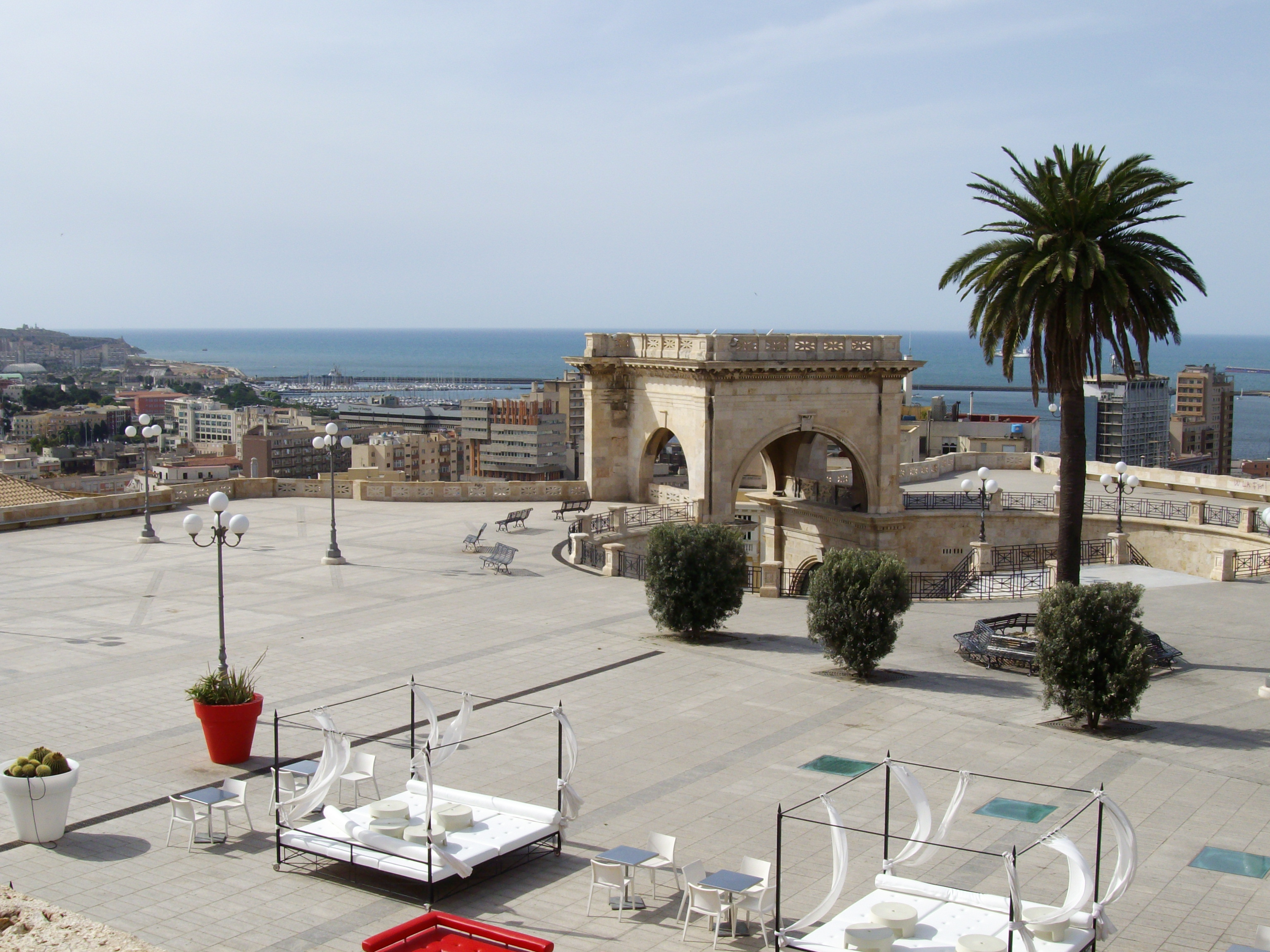
La terrazza

La terrazza sovrastante, estesa per 4600 m² e situata a 56,54 m.s.l.m., offre un'ottima visuale sugli altri quartieri del centro storico (Villanova, Stampace e la Marina) e consente di apprezzare lo skyline del capoluogo con particolare riferimento, da est a ovest: allo stagno di Cagliari e al parco naturale regionale Molentargius-Saline, al Poetto e alla Sella del Diavolo, e a Monte Urpinu. Sullo sfondo sono apprezzabili, partendo da Capo Carbonara a est: il massiccio dei Sette Fratelli, i monti Serpeddì e Linas e quelli del Sulcis, arrivando fino a Sarroch a ovest. Incorpora i resti del bastione di Santa Caterina.

#### Piazzetta David Herbert Lawrence

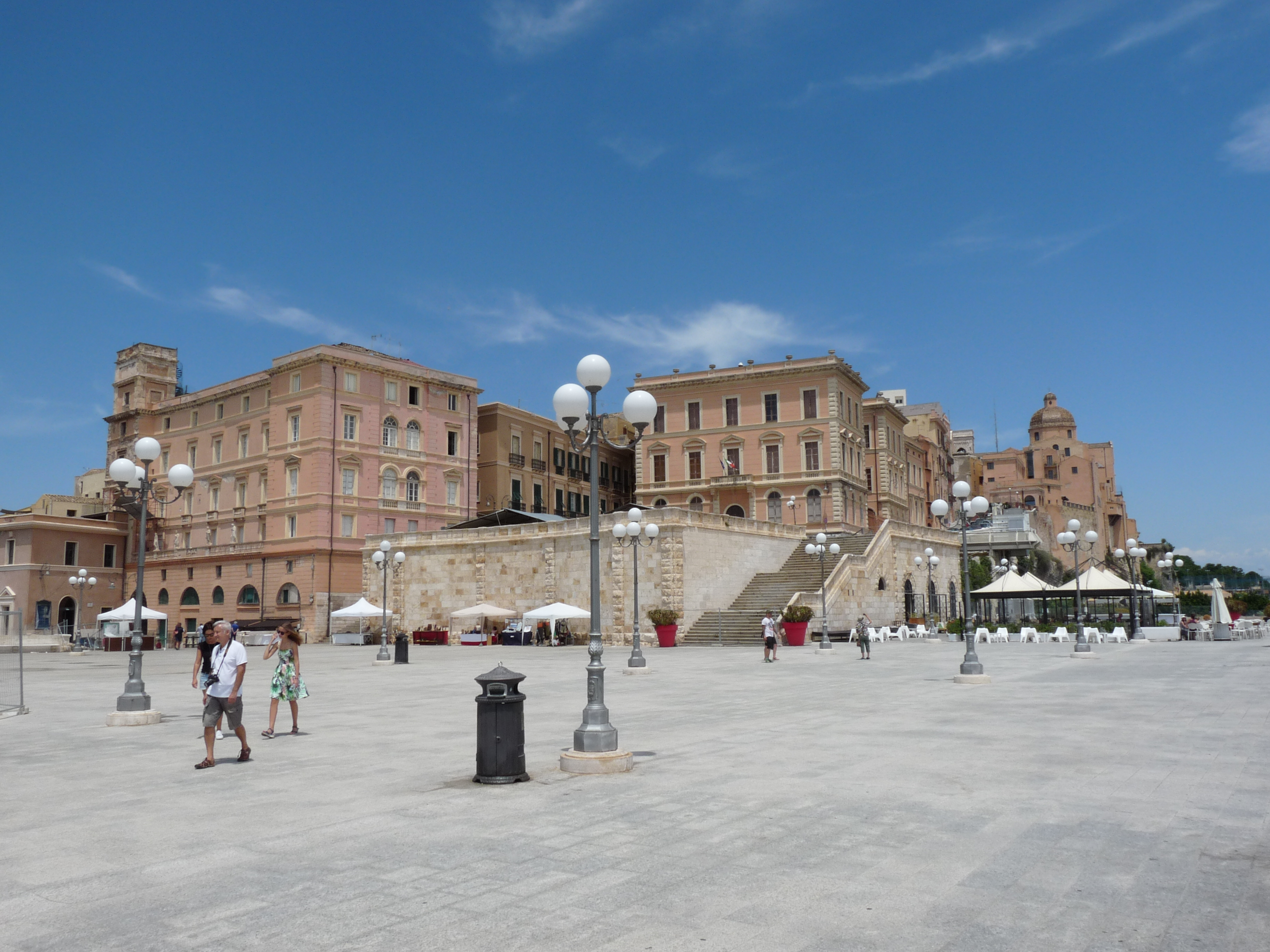
Piazzetta David Herbert Lawrence

Il 3 aprile 2003 è stata intitolata allo scrittore britannico David Herbert Lawrence una parte della terrazza del bastione.